# LIVE FILMS 2-NI-
『LIVE FILMS 2-NI-』　（ライブ　フィルムス に）は、ゆずのライブビデオ。2011年（平成23年）11月30日にトイズファクトリーから発売。マキシシングル「翔」と同時発売。

## 概要
2011年（平成23年）7月23日、24日に横浜アリーナで行われたシューティングライブを収録。
24ページのブックレットが付いている。
DVDは初週3.4万枚を売り上げ2011年12月12日付オリコン週間DVDランキングで総合2位、ミュージック部門首位を獲得している。ミュージック部門首位を獲得するのは『録歌選 虹』以来1年10ヶ月ぶりとなる。

## 収録曲
disc1
1. 慈愛への旅路
2. マイライフ
3. 1か8
4. 代官山リフレイン
5. 友達の唄
6. 影法師〜背中
7. 桜会
8. from
9. 彼方
10. 蜃気楼
11. 逢いたい
12. LOVE&PEACH
13. 夏色
14. 陽はまた昇る
15. 虹
16. Overture 2-NI-
17. HAMO
18. 夢の地図
19. Hey和

disc2
1. チューリップ
2. 第九のベンさん

## 特典映像
1. making of "2-NI-" stage
2. 夏色「かぶりもの」集
3. 東北ツアードキュメント

(特典映像は全てdisc2)